# بلدرتون (تشيشير)
بلدرتون (بالإنجليزية: Balderton, Cheshire)‏ هي قرية تقع في المملكة المتحدة في شمال غرب إنجلترا.